# Kist (Werkzeug)
Der Kist oder Kiß war ein Handwerkzeug in Salzsiedereien. Johann Christian Gotthard beschrieb Anfang des 19. Jahrhunderts zwei Ausführungen dieses Werkzeugs. Die Unterschiede bestehen in der Länge des Stieles bzw. Griffes.
Ausführung 1: An einem 10 Fuß langen und 1 ½ Zoll dicken Holzstiel ist ein 8 Zoll langes und 6 Zoll breites Blatt aus Holz befestigt. Der Stiel ist mittig an der langen Seite des Blattes befestigt und abgewinkelt.
Ausführung 2: An einem 2 Fuß langen und 1 ½ Zoll dicken Holzstiel ist ein 8 Zoll langes und 6 Zoll breites Blatt aus Holz befestigt. Der Stiel ist mittig an der langen Seite des Blattes befestigt und abgewinkelt.
Mit dem kleineren Handwerkzeug werde der Salzschaum aus den Ecken der Siedepfanne ausgeworfen und mit dem großen Werkzeug das ausgefällte Salz an den Pfannenrand gezogen.